# 肯梅尔 (北达科他州)
肯梅尔（英語：Kenmare），是美国北达科他州下属的一座城市。根据2010年美国人口普查，该市有人口1,096人。2011年估计该市有人口1,139人，相对于2010年，增长率为3.92%。